# Стефанус зубценосный

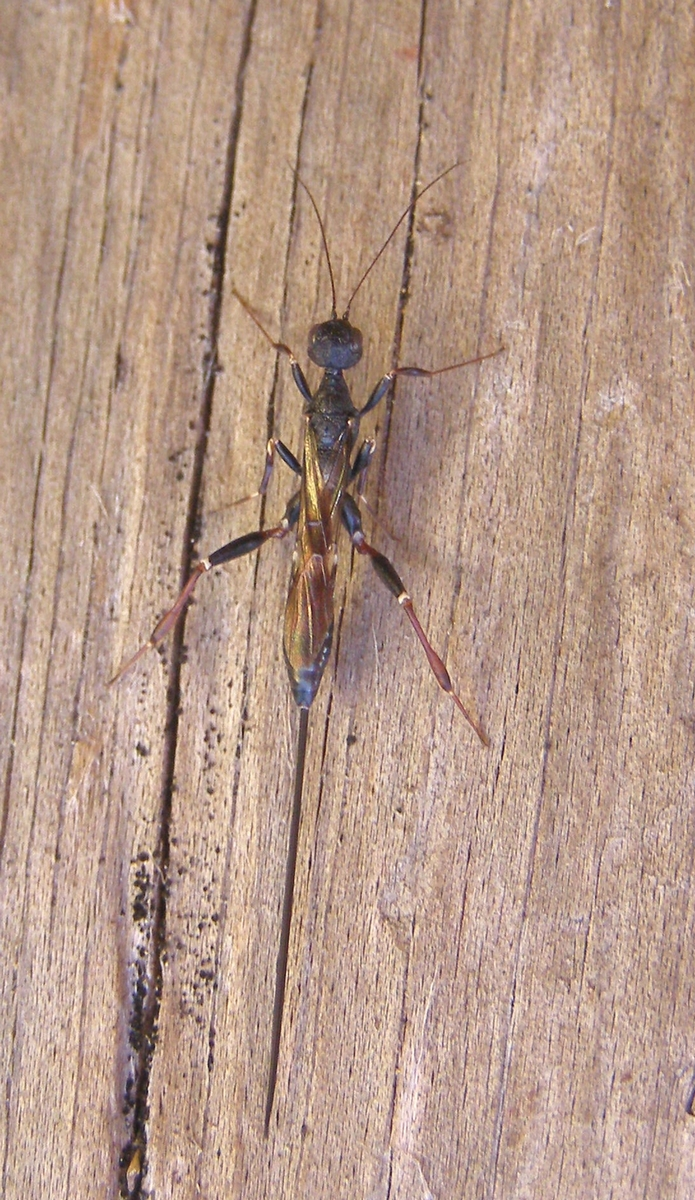

Стефанус зубценосный  (лат. Stephanus serrator) — реликтовый вид перепончатокрылых насекомых из семейства наездников Stephanidae.

## Распространение
Палеарктика. Средняя и Южная Европа (от Испании до Крыма), Черноморское побережье Кавказа.

## Описание
Длина тела от 8 до 17 мм (без яйцеклада). Тело чёрного цвета с желтовато-коричневыми отметинами на брюшке и ногах. На темени развиты зубцы (отсюда видовое название). Задние лапки 5-члениковые. На бёдрах задних ног развиты 2 зубца. 
Встречается в лесах, редколесьях, кустарниковых зарослях. Самки пробуравливают ствол лиственных деревьев в поисках хозяина, в которых откладывают одно яйцо. Личинки развиваются в жуков-усачей.

## Охрана
Вид включён в Красную книгу Крыма. Причиной изменения численности является уничтожение лесных массивов  и участков мест обитания вида (рубки ухода и вырубка старовозрастных деревьев).